# 白子流ブイヤベース
白子流ブイヤベース（しらこりゅうブイヤベース）は、千葉県白子町のご当地料理。白子町の特産品である玉ねぎとトマトから作られたスープに、九十九里沖で捕れた青魚のつみれを加えて作られたブイヤベースのことで、2015年現在、町内4件の飲食店と18施設の宿泊施設で提供されており、和・洋・中のアレンジされた各店オリジナルの味を楽しむことが出来る。

## 経緯
2008年（平成20年）、商工観光業の活性化を目指して、中小企業庁が主導した「地域資源全国展開プロジェクト事業」に、白子町商工会の「健康と出逢うまちづくり」プロジェクトが採択された。この事業に含まれていた「地域の特産品であるたまねぎ・青のり・イワシ等を使った名物料理の開発」から、白子町名物料理開発部会により「やったいよ 白子流ブイヤベース」が生まれた。「やったいよ」とは「食べてください」「召し上がってください」という意味の地域の方言である。
名物料理が無かった白子町に名物を生み出すべく、2008年に街のシェフによるトライアルが行われ、25種類の料理が集められた。その中から「どこでもやっていない料理」として選ばれたのが世界三大スープのひとつとされる「ブイヤベース」であった。提案者である「洋食屋かわごえ」
の 「白子流ブイヤベースリゾット」や 「白子流ブイヤベースラーメン」、「大幸」の「白子流ブイヤベース麺」、「さんはうす」の「白子流ブイヤベースらーめん」、「まるしち」の「白子流ブイヤベース鍋」など各店がアレンジを加えて提供しており、九十九里浜をめぐるドライブコースには欠かせない存在となっている。
2010年6月には千葉県内の4つのホテル（シェラトン・グランデ・トーキョーベイ・ホテル、ホテルニューオータニ幕張、京成ホテルミラマーレ、オークラアカデミアパークホテル）で「海と大地に恵み ちばグルメフェア〜ブイヤベース〜」を県と白子町商工会の後援で同時に実施し、各ホテルが開発したオリジナルの「白子流ブイヤベース」を披露した。白子町内の18の宿泊施設においても、事前に予約することで宿によってさまざまにアレンジされた「白子流ブイヤベース」を食べることが出来る。
2010年8月29日にはBSフジの「ワッチミー!テリー塾」で紹介されたほか、2012年11月27日にはNHKの「ゆうどきネットワーク 今旬一番勝負！」で、2013年7月11日には、NHKのBSプレミアムの番組「めざせ!グルメスター」に取り上げられ、開発の模様が明らかにされたほか、更なる改良を行なった。
2014年4月8日、NHK総合での「ひるブラ」でも白子町のトマト「長生（ながいき）トマト」とともに紹介され、2014年度のNHKの「地域の元気を応援する」キャンペーン「恋する地元キャンペーン」においても同年4月16日の放送で取り上げられている。

## 調理法
1.鍋にオリーブ油を引き、包丁の腹でつぶしたにんにくを炒める。
2.玉ねぎとセロリを加えて炒めたのち、エビの頭と殻を入れてさらに炒める。
- とろみをつける場合は、炒めたあとに小麦粉を加えて炒めて、のばしていく

3.トマトとトマトピューレを入れたのち、水と固形ブイヨンを加え１時間ほど煮込み、溶けた野菜を裏ごしする。
4.塩・コショウで味を調える。
5.出来上がったスープに具材を入れて煮込む。
- 具材は青魚（さんま、いわし、など）のつみれのほか、エビ、帆立貝、ハマグリ、カニ、湯むきしたトマト、など[19]。

魚の出汁で作るフランス料理のブイヤベースとは違い、トマトをベースに作るのが白子流ブイヤーベースの特徴である。白子たまねぎを多めに使うことで甘みを出し、トマトの味や匂いが勝たないように、具材の海鮮の味を生かす工夫がなされている。また、「白子流ブイヤベース」と名乗るためには、白子町の特産である玉ねぎ、トマト、青魚のつみれの3つを材料にしなければならない、とされている。